# Lude (Thyra)
Die Lude ist ein 7,0 km langer Bach im Mittelgebirge Harz, als Haupt-Quellbach hydrografisch und hydrologisch der Oberlauf der Thyra. Der Name leitet sich vermutlich vom althochdeutschen Wort hlūt für 'laut' ab.

## Verlauf
Die Lude entspringt nordwestlich von Stolberg, etwa einen Kilometer westlich von Breitenstein. Nur etwa 400 Meter trennen die südlichen Quellarme des Katzsohlbachs von den Quellen der Lude und etwa 600 Meter von der Quelle des Wahnborns. Der Ludengraben führte von 1745 bis 1910 Wasser aus der Lude und Schmalen Lude in das Unterharzer Teich- und Grabensystem, wo mit dem Ludewasser der Möllerteich aufgestaut wurde. Am Fuße von Lindischberg (orographisch rechts) und Kießlingskopf (orographisch links) mündet das Klippenwasser in die obere Lude. Nur 500 Meter flussabwärts mündet der Hellbach rechtsseitig ein. Nur 500 Meter weiter stromabwärts hat die Lude einen weiteren rechtsseitigen Zufluss. Der Bach ist erheblich länger als der Hellbach, hat einen deutlich größeren Einzugsbereich, eigene Zuflüsse und ist im Unterlauf aufgestaut. Der Name des Bachs ist nicht bekannt.
Durch den Zusammenfluss der drei Gebirgsbäche Lude, Kleine Wilde und Große Wilde (im Oberlauf: Schmale Lude) entsteht in der Altstadt von Stolberg die Thyra. Diese fließt dann durch Stolberg in südlicher Richtung weiter.